# Iwan Nagorny
Iwan Grigorjewicz Nagorny, Iwan Hryhorowycz Nahorny (ros. Иван Григорьевич Нагорный, ukr. Іван Григорович Нагорний, ur. 5 kwietnia?/18 kwietnia 1902 w Dergaczach, zm. 1941 na froncie pod Kijowem) – funkcjonariusz radzieckich służb specjalnych i kat w stopniu starszego porucznika bezpieczeństwa państwowego.

## Życiorys
Urodził się w ukraińskiej rodzinie chłopskiej. Skończył 4 klasy szkoły wiejskiej, później był uczniem ślusarza. Podczas rewolucji październikowej wstąpił do drużyny robotniczej, którą później przeformowano w oddział i skierowano na front wojny domowej i skierowano do walk z armią gen. Korniłowa. Walczył na różnych frontach wojny domowej, był pięciokrotnie ranny. Po zwolnieniu z armii pracował w milicji w Charkowie, w 1926 został nadzorcą komendantury GPU Ukraińskiej SRR. W 1929 przebywając na urlopie podczas bójki zastrzelił młodego człowieka, za co został skazany na 6 miesięcy więzienia w zawieszeniu i zwolniony z GPU, jednak w 1930 wrócił do pracy w organach bezpieczeństwa i został naczelnikiem specjalnego korpusu GPU Ukraińskiej SRR, a później zastępcą komendanta GPU/NKWD Ukraińskiej SRR. 28 listopada 1936 został odznaczony Orderem Czerwonej Gwiazdy. Od 1937 do 1941 pełnił funkcję naczelnika więzienia wewnętrznego Zarządu Bezpieczeństwa Państwowego (UGB) NKWD Ukraińskiej SRR, od 7 stycznia 1940 w stopniu starszego porucznika bezpieczeństwa państwowego. Podczas wielkiego terroru osobiście brał udział w rozstrzeliwaniu skazanych na śmierć więźniów politycznych. Po ataku Niemiec na ZSRR zginął podczas oblężenia Kijowa.